# Punta del Mármol
Punta del Mármol este o arie protejată (arie specială de conservare — SAC, sit de importanță comunitară — SCI) din Spania întinsă pe o suprafață de 29,9 ha, integral pe uscat.

## Localizare
Centrul sitului Punta del Mármol este situat la coordonatele 28°09′00″N 15°36′55″W / 28.1499°N 15.6153°V.

## Înființare
Situl Punta del Mármol a fost declarat sit de importanță comunitară în octombrie 1999 pentru a proteja 1 specie de plante. Situl a fost protejat și ca arie specială de conservare în ianuarie 2010.

## Biodiversitate
Situată în ecoregiunea , aria protejată conține 1 habitat natural: Tufărișuri termo-mediteraneene și de pre-deșert.
La baza desemnării sitului se află o specie protejată de  plante: Atractylis arbuscula.